# 圣若昂-迪内格里柳什
圣若昂-迪内格里柳什是葡萄牙贝雅区的一个堂区。总面积76.59平方公里，总人口1723人，人口密度22.5人/平方公里。